# محمد نجيب الله
محمد نجيب الله (داكتر نجيب الله: بالبشتو). (1947-1996). رابع رئيس لجمهورية أفغانستان الديمقراطية الشيوعية سابقاً ويعتبره البعض ثاني رئيس للجمهورية الأفغانية.
حكم نجيب الله أفغانستان من 30 سبتمبر 1987 إلى 16 أبريل 1992.

## نشأة نجيب الله
وُلد محمد نجيب الله في شهر أغسطس لعام 1947 بعشيرة أحمد زي التابعة لقبيلة غلزي البشتونية بكابل. تقع قريته الأبوية بين بلدتي سيد كرم وكرديز بولاية بكتيا. تلقّى نجيب الله تعليمه الابتدائي بمدرسة الحبيبية العليا بكابل ثم التحق بالجامعة وتخرج من كلية الطب بجامعة كابول عام 1975.

## حياته السياسية
التحق نجيب الله في 1965 بجناح برشم (راية) لـ الحزب الديمقراطي الشعبي الأفغانستاني. وفي 1977 أعلن انضمامه للجنة المركزية. في 1978 اعتلى جناح برشم كرسي السلطة في البلاد بينما كان نجيب الله عضواً بالمجلس الثوري الحاكم. تمتع جناح خلق (شعب) بالتفوق على جناحه المعارض برشم ولكن نجيب الله أقيل من الحكومة بعد أن تولّى منصب رئاسة السفارة الأفغانية بإيران لفترة وجيزة وطالب اللجوء بأوروبا. رجع نجيب الله إلى كابل بعد الاجتياح السوفياتي لأفغانستان عام 1979. وفي 1980 عُيِّن رئيساً لوكالة المخابرات الأفغانية الـ خاد والشرطة السرية.
في 4 مايو 1986، تنحّى بابرك كارمل بعد ضغوط صارخة من الإتحاد السوفياتي من منصبه كأمين عام للحزب الشعبي الديمقراطي الشيوعي وحلَّ مكانه نجيب الله والسبب في تسلم نجيب الله صلاحية الأمانة العامة للحزب يكمن بإدارته المؤثرة للجهاز المخابراتي الأفغاني والشرطة السرية.
كما يصفه البعض بالعداء الشديد لباكستان وخاصة البنجابيين.

## رئيساً للبلادنوفمبر1986إلىأبريل1992
انتخب نجيب الله رئيساً لجمهورية أفغانستان في نوفمبر 1986، ثم تم صياغة دستور جديد في فترته الرئاسية لاحقاً والتعديلات التي أدخلها البعض إلى الدستور الجديد شملت نظام سياسي تعددي، حرية الرأي ونظام قانوني إسلامي ترأسه سلطة قضائية مستقلة.
أسس نجيب الله لجنة المصالحة الوطنية في سبتمبر 1988 بغرض إجراء اتصالات مع الثوار المعارضين حتى تكتمل مراحل ثورة الثور الجديدة (انقلاب ثور كما يقول الأفغان) ويدعي البعض أن أكثر من 40000 متمرداً اتصلوا باللجنة. إنشاء لجنة المصالحة عزز مكانة نجيب الله السياسية والاجتماعية وأعطت ضوءاً أخضر لإدارة موسكو للاستعداد بالانسحاب من أفغانستان. أعلن رسمياً انسحاب القوات السوفياتية من البلاد في 20 يوليو 1987. شهدت إدارة الرئيس نجيب الله مسرحاً لأعنف عمليات المقاومة الأفغانية في 1985 و1986. شنت القوات السوفياتية المدعومة بطائرات، دبابات، رشاشات وآليات حربية هائلة هجوماً واسع النطاق على معاقل وطرق مواصلات المجاهدين الأفغان على مقربة من الحدود الباكستانية وأجبرتهم بالانسحاب إلى قندهار وهرات.
قدم نجيب الله اقتراح المصالحة الشاملة لقادة المقاومة الأفغانية في يوليو 1987 بمنحهم 20 مقعداً في المجلس الحكومي، 12 حقيبة وزارية وحتي رئاسة الوزراء وتسمية أفغانستان كدولة إسلامية غير منحازة. اقتراح نجيب الله لم يشمل قوات الشرطة والأمن القومي ولكنه واجه رفضاً مطلقاً حتى من قبل أحزاب المجاهدين المعتدلين.
سعى الرئيس نجيب الله إلى تعزيز حكومته لمواجهة حركة المقاومة الأفغانية بوحدها. بدأ سريان تنفيذ الدستور الجديد في نوفمبر 1987 وتحوّل اسم البلد إلى جمهورية أفغانستان والمجلس الحكومي استبدل بـ الجمعية الوطنية حيث يمكن أن تتنافس الأحزاب التقدمية بحرية تامة. تم تسمية وتعيين مير حسن شرق – أحد السياسيين المحايدين – كرئيس للوزراء بأفغانستان.
خاطب الدكتور نجيب الله الجمعية العامة للأمم المتحدة في 7 يونيو 1988، داعياً أعضائها إلى إيجاد حل عادل وشامل للأزمة الأفغانية.

## الانسحاب السوفياتي والحرب الأهلية
عقب الانسحاب السوفييتي من أفغانستان، أغلق الرئيس نجيب الله واجهة الحكومة المشتركة وأعلن حالة الطوارئ في البلاد وأقال حسن شرق من منصبه وعدداً آخر من الوزراء المحايدين من مجلس الوزراء. قدم الاتحاد السوفياتي مساعدات عسكرية واقتصادية ضخمة لأفغانستان ووفر الأغذية والوقود للأسواق الأفغانية خلال فصل الشتاء لعامين متتاليين. أخلى الاتحاد السوفياتي أجزاءً واسعة في أوروبا الشرقية من العتاد والآليات العسكرية ونقلها إلى أفغانستان. زودت إدارة موسكو أفغانستان بتقنيات وأجهزة متطورة وكافية، كما جهزت سلاح الطيران الأفغاني بنظام دفاعي يقلل من خطر الإصابة بصواريخ ستنغر والقيام بقصف جوي ناجح فوق المدن. أطلق الدكتور نجيب الله صواريخ سكود الروسية المتوسطة المدي بنجاح من كابول باتجاه مدينة جلال 145 كيلو متر شرقي العاصمة للدفاع عنها من سيطرة المجاهدين.
الفوز الكاسح الذي حققه جنود الرئيس نجيب الله بجلال آباد عزز معنويات حكومة كابول وأثبت الجيش الأفغاني قدراته القتالية بمساندة القوات السوفياتية الخاصة المدربة جيداً في تلك المعركة وكبد المقاومة الأفغانية خسائر فادحة وحرمها من القيام بأية عملية قتالية أخرى أو تحقيق أي نصر سريع.
وصل حجم إمدادات الاتحاد السوفياتي لأفغانستان إلى أكثر من 3 بلايين دولار أمريكي في 1990 بينما عانت كابول من أزمة داخلية بسبب قرب وصول المجاهدين إلى أبوابها. استمرت حكومة الرئيس نجيب الله في العيش لـ 4 سنوات أخرى ولكن انقسامات حادة بين عدد من السياسيين والوزراء في الدولة لا سيما تقاعس الجنرال عبد الرشيد دوستم عن القيام بمهامه أسهمت في إضعاف نظام الدكتور نجيب الله لكن حكومته نجت وقاومت بنجاح ثورة جناح الشعب والتي قادها وزير الدفاع شهنواز تني، الأمر الذي لاقى دعماً واسعاً من قبل غلبدين حكمتيار في مارس 1990.
عمل الرئيس نجيب الله مع القائد أحمد شاه مسعود وبالتنسيق مع الأمم المتحدة على إيجاد تسوية شاملة لإنهاء الحرب الأهلية في البلاد ولكن المفاوضات انهارت ولم تفلح وسقط نظام كابول في نهاية المطاف وقرر نجيب الله الاستقالة من منصبه في 1992 ليُمهِّد الطريق أمام تشكيل حكومة انتقالية، كما وعد الشعب بتشكيل برلمان ذو مجلسين خلال أشهر قليلة على أساس انتخابات حرة و ديمقراطية في البلاد.

## انهيار النظام
سقط نظام الرئيس نجيب الله بعد ويلات ومعاناة كابول من نقص في الإمدادات والوقود في نهاية شتاء 1992. أبدى الدكتور نجيب الله رغبته في تقديم الاستقالة في 18 مارس 1992 تمهيداً لتشكيل حكومة مؤقتة ومحايدة. وتنحّى رسمياً في 16 أبريل 1992 عن حزبه الحاكم بعد خروج معظم مناطق البلاد من سيطرة الحكومة وسقوط قاعدة بغرام الجوية الإستراتيجية ومدينة شاريكار بيد مقاتلين من حزب الجمعية الإسلامية.
حاول الدكتور نجيب الله التقاء المبعوث والممثل الأممي في أفغانستان بينون سيوان من أجل وضع حد للحرب الأهلية بمطار كابول الدولي ولكن مقاتلي الجنرال عبد الرشيد دوستم عرقلوا سبيله المؤدي إلى المطار وفي 17 أبريل 1992 طلب اللجوء السياسي بمكتب الأمم المتحدة في كابول. رفض برهان الدين رباني خروجه من البلاد لاحقاً ولكنه لم يحاول إلقاء القبض عليه أيضاً.
بعد سقوط بلدة سروبي بيد حركة طالبان، بعث الدكتور نجيب الله برسالة إلى مكتب الأمم المتحدة في إسلام آباد مطالباً فيها بتوفير ملاذ آمن له ولشقيقه أحمد زي وحراسه الشخصيين ولكن الأمم المتحدة رفضت تلبية طلب نجيب الله نظراً لتدخلات المخابرات الباكستانية في القضية.

## إعدامه
عاشت أسرة نجيب الله المكونة من زوجة وثلاث بنات بمدينة نيو دلهي في الهند منذ 1992. قضى نجيب الله بقية حياته قيد الاحتجاز حتى سبتمبر 1996 بعد أن استولت حركة طالبان على كابول. وهرب أحمد شاه مسعود الذي كان يقود جيش البروفيسور وبرهان الدين رباني آنذاك من كابول، واستلمتها حركة طالبان تجنباً لمزيد من إراقة الدماء في المدينة. دارت تكهنات في تلك الأيام أن أحمد شاه مسعود حاول إنقاذ حياة نجيب الله وشقيقه وكافة حراسه الشخصيين لكن نجيب الله رفض هذه المبادرة على ما يبدو حسبما نقلته مدونات ونصوص الجنرال توخي، والذي كان محتجزاً مع نجيب الله بمقر الأمم المتحدة بكابول ولكن عناصر طالبان ألقت عليه القبض حياً هناك بعد اقتحامها للمقر وقتلته شنقاً وسط كابول في 27 سبتمبر 1996. 
عُلّق نجيب الله في إحدى الساحات العامة وسط كابول حتى لقي حتفه هناك شنقاً، ويقال أنه قُتل رميًا بالرصاص من مقاتلي طالبان، وأما سكرتيره الخاص وحراسه فأعدمتهم طالبان في اليوم التالي.

## روابط خارجية
- محمد نجيب الله على موقع IMDb (الإنجليزية)
- محمد نجيب الله على موقع الموسوعة البريطانية (الإنجليزية)
- محمد نجيب الله على موقع مونزينجر (الألمانية)
- محمد نجيب الله على موقع إن إن دي بي (الإنجليزية)